# 萨拉·伊萨科维奇
萨拉·伊萨科维奇（1988年6月9日—），生于布莱德，斯洛文尼亚已退役的女子游泳运动员。她在2008年北京奥林匹克运动会上，以1分54秒97的成绩获得200米自由泳银牌。